# DYA
La Asociación de Ayuda en Carretera DYA, más conocida simplemente como DYA (iniciales de «Detente Y Ayuda»), es una organización sin ánimo de lucro fundada en 1966 en Bilbao (Vizcaya) por el doctor Juan Antonio Usparitza Lecumberri. La asociación desarrolla una gestión integral de emergencias y se fundó como asociación de ayuda en carretera. Actualmente opera en buena parte de España y en las islas de Negros y Panay (Filipinas).
Al comienzo, su tarea fundamental se centraba en la ayuda sanitaria en accidentes de tráfico debido al creciente desinterés de los conductores por ayudar en casos de accidente o avería y a la inexistencia de servicios de ambulancias que se encargaran de atender o trasladar de una manera reglada, metódica, segura y efectiva a las víctimas de un accidente. Hoy en día, el trabajo de la asociación abarca todo tipo de emergencias médicas, ayuda social, transporte especial adaptado, servicios preventivos, formación y capacitación sanitaria y en emergencias, centros de creación especial de empleo, ayuda humanitaria internacional en desastres, asistencia psicológica y teleasistencia y geriatría. 
A lo largo de su trayectoria, la DYA ha complementado su labor de atención y traslado de pacientes de todo origen (accidentados y enfermos) con la organización de numerosos cursos y seminarios de educación vial; servicios de traslados para ancianos y discapacitados; la creación de un gabinete psicológico para la atención de víctimas de accidentes de tráfico y sus familiares que presenten alteraciones psicológicas postraumáticas; ayuda internacional, etc. Debido a ello, la DYA ha sido galardonada con numerosos premios.
El 21 de febrero de 2023 se supo que entraba en concurso de acreedores incapaz de afrontar su deuda millonaria. El 28 de octubre del mismo año, La DYA garantizaba su supervivencia al salir del concurso de acreedores.

## Historia

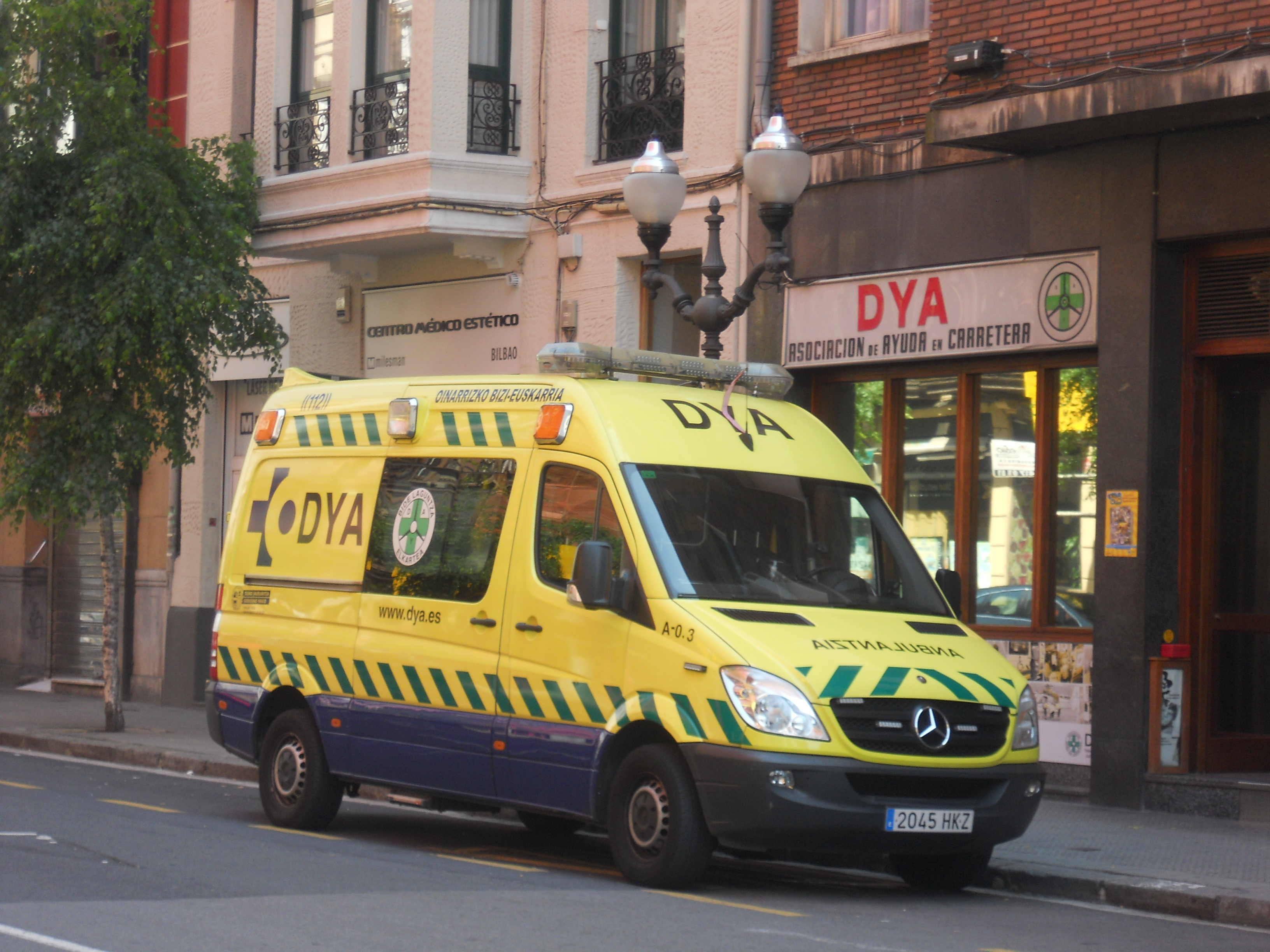
Sede central de la DYA en la alameda de San Mamés en Bilbao (Vizcaya).

## Historia[3]

### Fundación y primeros años de la asociación[4]
El 1 de enero de 1966 se fundó en Bilbao (Vizcaya) la Asociación de Ayuda en Carretera, DYA, a lo que siguió, a los pocos días, el primer cursillo de primeros auxilios. 
Si bien la fundación de la asociación fue a cargo del doctor Juan Antonio Usparitza Lecumberri, en sus inicios se completó el equipo humano con cuatro socorristas. Estas cuatro personas, conocidas popularmente como "los cuatro magníficos", fueron:
- José Luis Boraita Carasa.
- Juan Antonio Ipiña Ermecheo.
- José Ignacio Gallego De la Fuente.
- Martín Fernández Ruiz.

En 1967, una época en la que las ambulancias no atendían los accidentes de tráfico, se pusieron en funcionamiento los dos primeros puntos de Auxilio Sanitario en Carretera en las ubicaciones estratégicas de Boroa (Amorebieta-Echano) y Muñatones (Somorrostro). Ese mismo año, gracias a la gestión del director del Banco de Vizcaya, Pedro Furundarena Aramberri, la DYA consiguió su primera ambulancia, que fue destinada a Boroa y cumplió con su servicio pocos días después al atender a un motorista accidentado. Asimismo la Diputación Foral de Vizcaya realizó a la asociación una donación de 200 botiquines, 200 extintores, 6 reanimadores, 6 camillas plegables portátiles y 400 triángulos de pre-señalización; las siguientes ambulancias llegaría por donación de Firestone España S.A., la Diputación Foral de Vizcaya y una cuarta adquirida con los recursos que disponía la asociación (una de estas ambulancias sería cedida al Ayuntamiento de Castro-Urdiales (Cantabria), al no disponer este municipio de un vehículo para emergencias).
A finales de los años sesenta, la DYA elevó diversas peticiones a las autoridades, tales como la solicitud de limitar la velocidad en el punto kilométrico 25 de la carretera comarcal C-6315 o la petición para instalar 65 teléfonos en las carreteras con los que poder solicitar una ambulancia en caso de emergencia. Además, produjo el cortometraje "Primeros Auxilios en Carretera", estrenado en los desaparecidos Cines Trueba de Bilbao, premiado en el II Certamen Internacional Médico de San Sebastián y que se proyectaría en múltiples cursillos de primeros auxilios a lo largo de los próximos años.

### Años 70 y 80

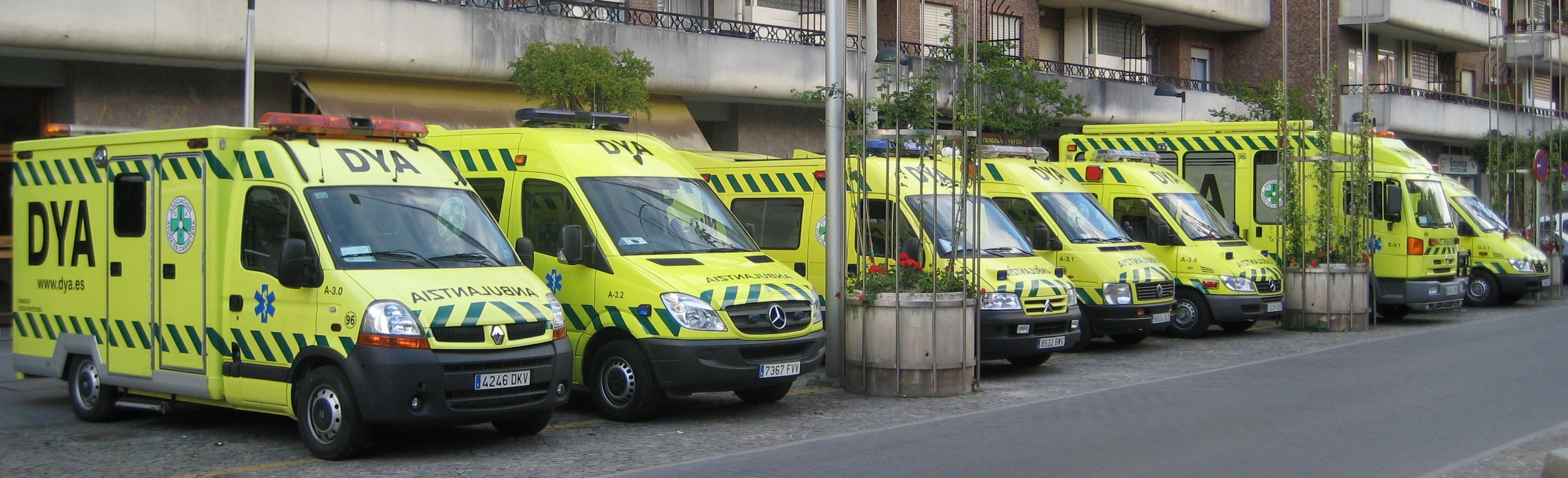
Ambulancias de la DYA estacionadas en Guecho (Vizcaya).

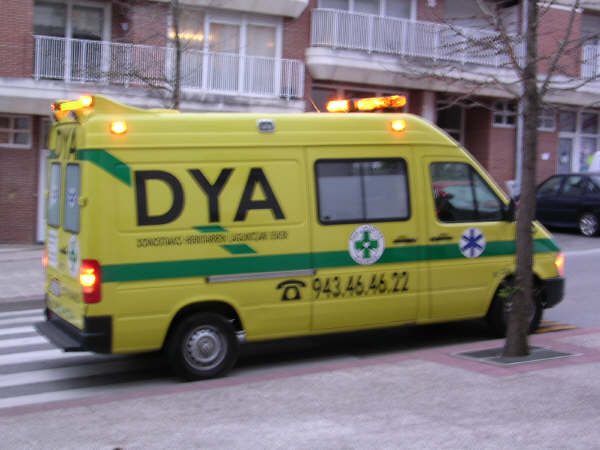
Ambulancia de la DYA prestando servicio en San Sebastián.

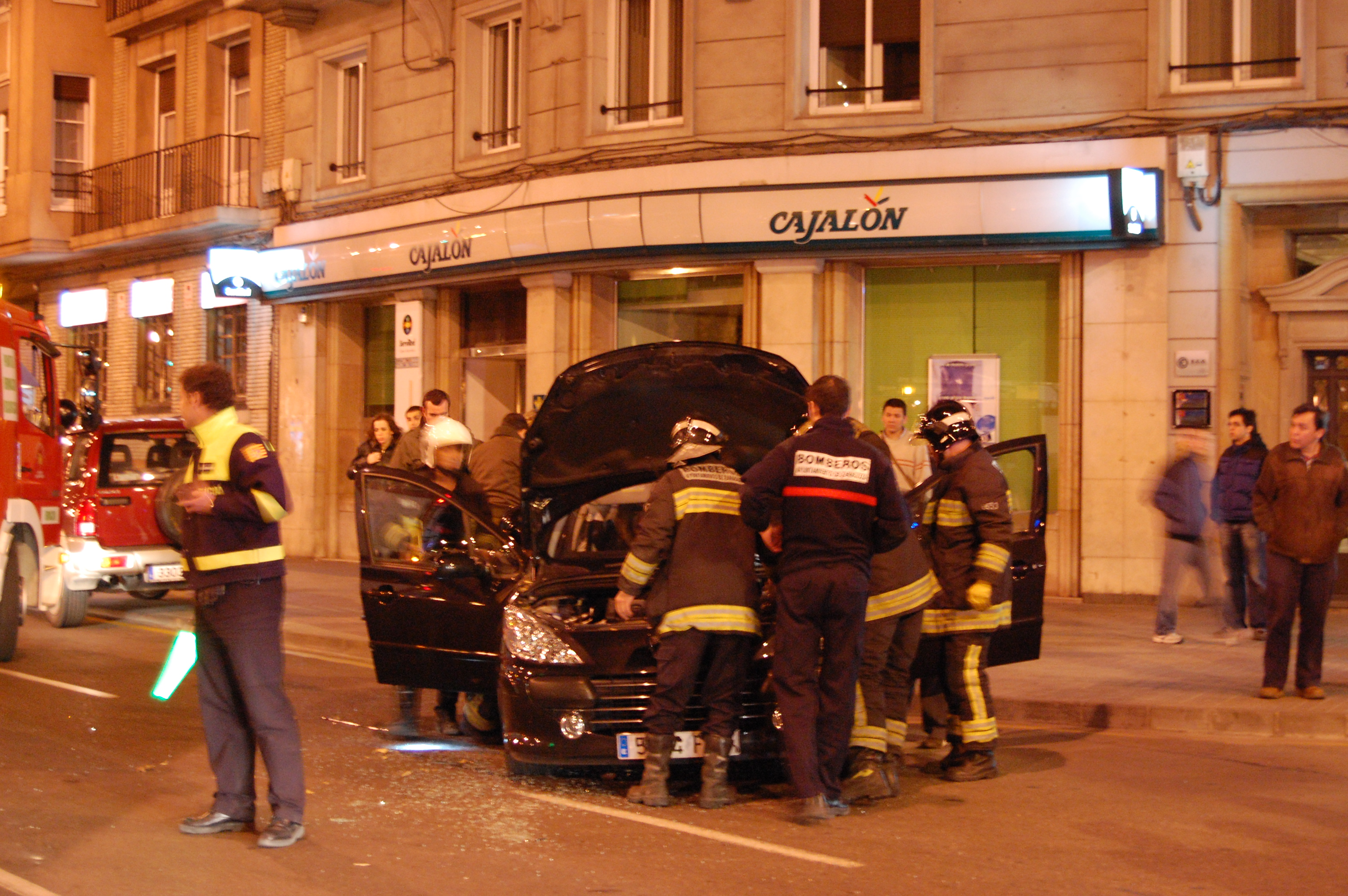
Accidente de tráfico en Zaragoza.

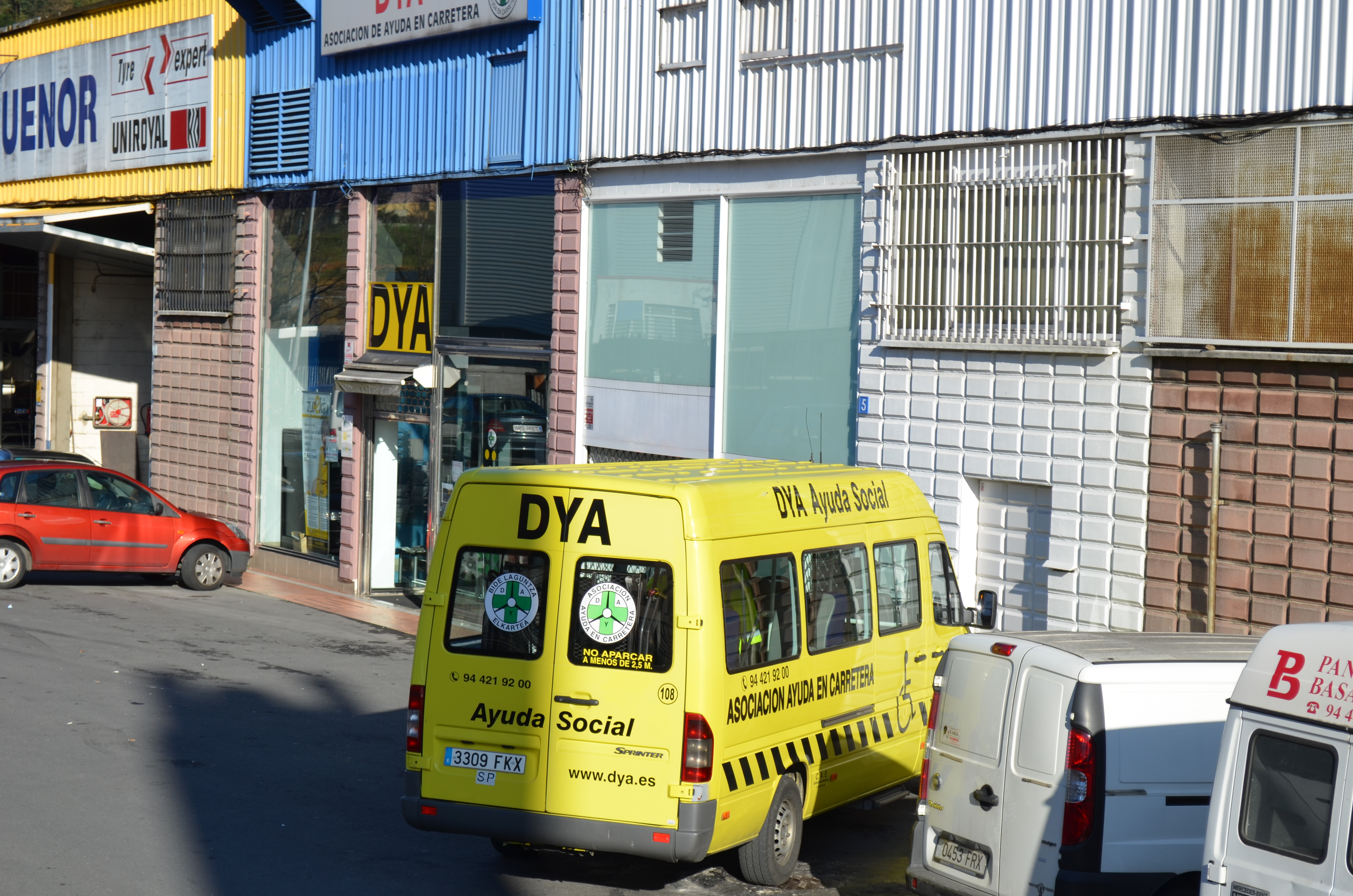
Base de la DYA en Basauri (Vizcaya).

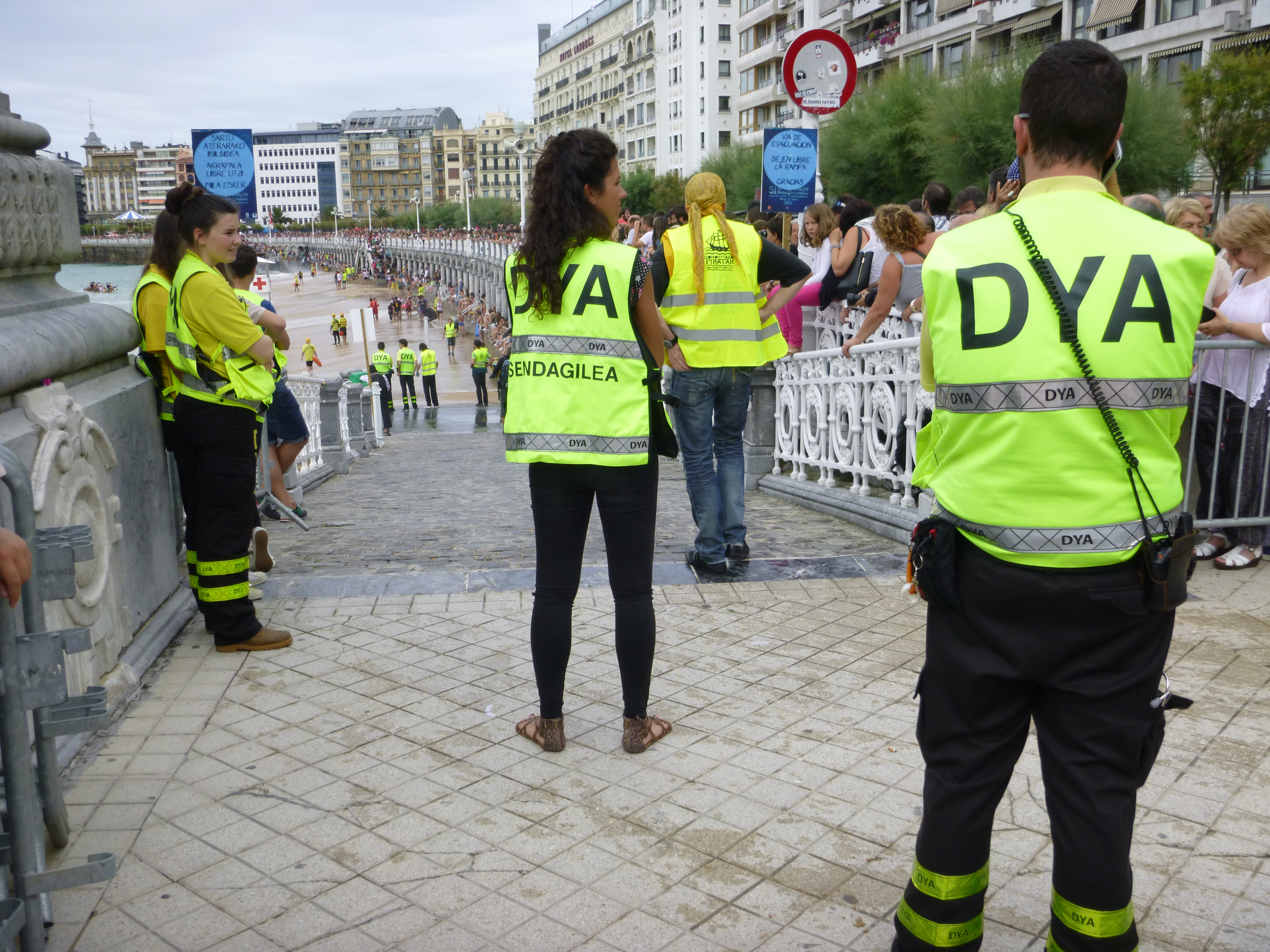
Operativo de seguridad con motivo de un acto de la Semana Grande de San Sebastián.

El 27 de enero de 1970 la DYA adquiere en subasta pública, por 400.000 pesetas de la época, la que sería la ambulancia más completa y moderna de la cornisa cantábrica: una Oldsmobile F58 de ocho cilindros importada de Estados Unidos. La ambulancia llegó a España para el rodaje de la película "55 días en Pekín" pero por motivos burocráticos no puedo volver a Estados Unidos y hubo de ser subastada.
Asimismo, se instalaron también radioteléfonos en las ambulancias y los vehículos particulares de los voluntarios-asociados, de modo que se pudiera mejorar la comunicación en caso de emergencia. A lo largo de ese año la DYA destacó por su actuación en el accidente ferroviario de Urdúliz, en el que fallecieron 33 personas; la asociación movilizó a 2 ambulancias y 15 voluntarios. Además del agradecimiento de las autoridades competentes, en 1970 la asociación recibió su primera distinción: la Medalla de Honor de Bronce, concedida por la Asociación Española de la Carretera, dependiente del Ministerio de Obras Públicas.
A inicios de los años setenta DYA inicia dos campañas con objeto de obligar el uso del cinturón de seguridad en los asientos delanteros (algo que no conseguiría hasta 1975) y concienciar de la necesidad de que los niños no viajen en los asientos delanteros. Además, el grupo musical Mocedades dio un concierto en San Sebastián para recaudar dinero de cara a adquirir una nueva ambulancia; posteriormente una familia de potentados bilbaínos donó la sexta unidad a la asociación; otras dos ambulancia se pondrían en circulación en 1973 por cortesía de la Caja de Ahorros Municipal de Bilbao y las Estaciones de Servicio de Vizcaya.
En 1974 la DYA abre su primera delegación en la provincia de Álava y más adelante en Madrid y participa en la atención sanitaria en los accidentes ferroviarios del 11 de enero en el tren de Munguía a Bilbao, y del 20 de marzo entre Lezama y Artomaña. Asimismo, el presidente de la asociación, junto a 30 voluntarios y varios vehículos, acude a la catástrofe de la empresa Explosivos de Río Tinto en Galdácano, que se salda con 22 fallecidos. El 27 de abril de 1977 6 trabajadores murieron en Ripolín (Basauri y meses después, en diciembre de 1977 otras 6 personas en Beyena (Bilbao): en ambas catástrofes acudió la DYA en auxilio de los trabajadores accidentados.
En 1977 unas importantes inundaciones afectaron a parte de la provincia de Vizcaya. El 13 de abril, la DYA decidió entregar la mitad de los fondos obtenidos en su cuestación pública anual a los damnificados, lo que resultó de cerca de 300.000 pesetas. Dos años después, el 13 de febrero de 1979, se inauguró la nueva sede central de la DYA, en la calle Iparraguirre número 48 de Bilbao. A finales de los 70 la DYA también abrió su nueva base en el barrio bilbaíno de Santuchu y adquirió nuevas ambulancias por donación de Autos-Bilbao (en 1975), la Cooperativa Vizcaína de Transportes (en 1976), y por donación popular a través de la gala celebrada en el desaparecido Teatro Buenos Aires de Bilbao (en 1977). Además, en 1977 también inició su andadura la delegación de Navarra y Cáceres.
DYA inició la década de los ochenta con una campaña para prevenir del consumo de alcohol previo a la conducción y del uso del cinturón de seguridad. Además, participó en la catástrofe de las escuelas de Ortuella, que se saldó con 52 víctimas mortales, la mayoría niños. La dotación de la DYA estuvo compuesta por 7 ambulancias y más de 50 voluntarios provenientes incluso de San Sebastián, Éibar y Vitoria.
En 1981 la DYA cumplió 15 años con delegaciones en Barcelona, Cáceres, Cádiz, Ferrol, Gerona, Granada, Guipúzcoa, Huesca, La Coruña, Madrid, Málaga, Navarra, Salamanca, Sevilla y Zaragoza. Sin embargo atraviesa uno de los momentos más delicados en cuanto a su financiación debido al alza del precio de la gasolina y el importante incremento de intervenciones.
A inicios de los años ochenta, la DYA lleva a cabo diversas campañas relacionadas con la seguridad vial, tales como concienciar del uso apropiado del carril izquierdo o central, revisar el correcto estado de los limpiaparabrisas o neumáticos o la protección de ciclistas. En 1983 la asociación acudió nuevamente en auxilio de los trabajadores de la empresa Explosivos Río Tinto de Galdácano (la catástrofe se saldó con 7 muertos) y de las víctimas de las importantes inundaciones que asolaron diversos puntos de la geografía vizcaína y que se saldaron con 34 personas muertas.
En 1984 se puso en marcha el Centro de Coordinación (conocido como "SOS Deiak", llamadas SOS o de emergencia, en euskera) y aumenta la flota de ambulancias con las donaciones de SEAT (1984) o Radio Bilbao (1985); gracias además a los oyentes de esta emisora de radio, la DYA estrenó su primera Unidad de Salvamento y Rescate. En 1985, inaugura la que posteriormente sería su sede central en Alameda de San Mamés número 33 de Bilbao; ese mismo año, la asociación movilizó a sus dispositivos para atender una de las mayores catástrofes aéreas ocurridas en España: el accidente aéreo del monte Oiz, que se saldó con 149 personas muertas.

### 20.º aniversario y expansión fuera de Bilbao
Coincidiendo con el 20.º aniversario de DYA, la asociación abrió su primera delegación fija fuera de Bilbao, en Galdácano y anunció que hasta un 85% de los accidentados en Vizcaya ya eran atendidos por ambulancias con personal preparado. A finales de los años 80 la DYA continuó con diversas campañas de concienciación pública, como por ejemplo acerca de la peligrosidad de la maniobra de adelantamiento, y el Servicio Sanitario de Urgencia comenzó a funcionar 24 horas al día, en vez de 8:00 a 22:00.
A inicios de los años noventa, la DYA contaba ya con tres delegaciones vizcaínas fuera de la capital: Galdácano, Guecho y Santurce. Sin embargo el 24 de diciembre de 1990 organizó el último Servicio Especial de Navidad. 
En 1991, y coincidiendo con el 25.º aniversario de la asociación, se inauguró en el barrio bilbaíno de Churdínaga el monumento a la DYA, a pocos metros de la calle Miembro de la DYA Fernando Jiménez, voluntario que en este barrio perdió su vida al auxiliar a un autobús accidentado. Asimismo, dentro de la colección "Temas vizcaínos" de la antigua caja de ahorros Bilbao Bizkaia Kutxa se incluyó un volumen que recoge la historia de los 25 años de la DYA. 
Este mismo año la DYA distribuye la cifra récord de 50000 calendarios informativos y acude en auxilio del accidente ocurrido en el punto kilométrico 101 de la AP-8 y que se salda con 17 personas muertas y 49 heridas. La asociación continuó abriendo delegaciones en Vizcaya en las localidades de Músquiz, Sodupe o Yurreta (esta última en una caravana, al no disponer de un local con las condiciones necesarias) y llevando a cabo diversas campañas tales como la necesidad de construir una acera y paso de peatones en la carretera de Axpe a Busturia o para concienciar del respeto mutuo entre viandantes y automovilistas. 
La DYA acudió con 18 socorristas y 3 ambulancias en auxilio de los campistas de la catástrofe de Biescas, acaecida en 1996. 

### DYA en Filipinas

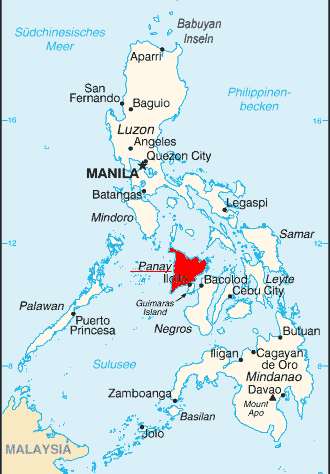
Ubicación de la isla de Panay, al oeste de la isla de Negros, en Filipinas.

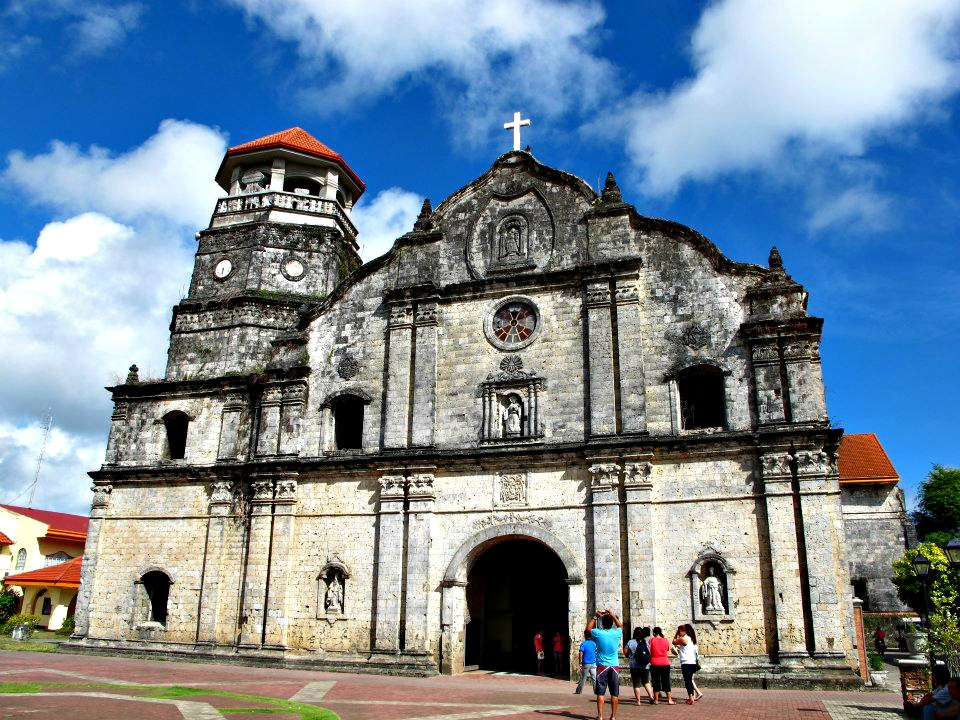
Iglesia de Santa Mónica en Panay.

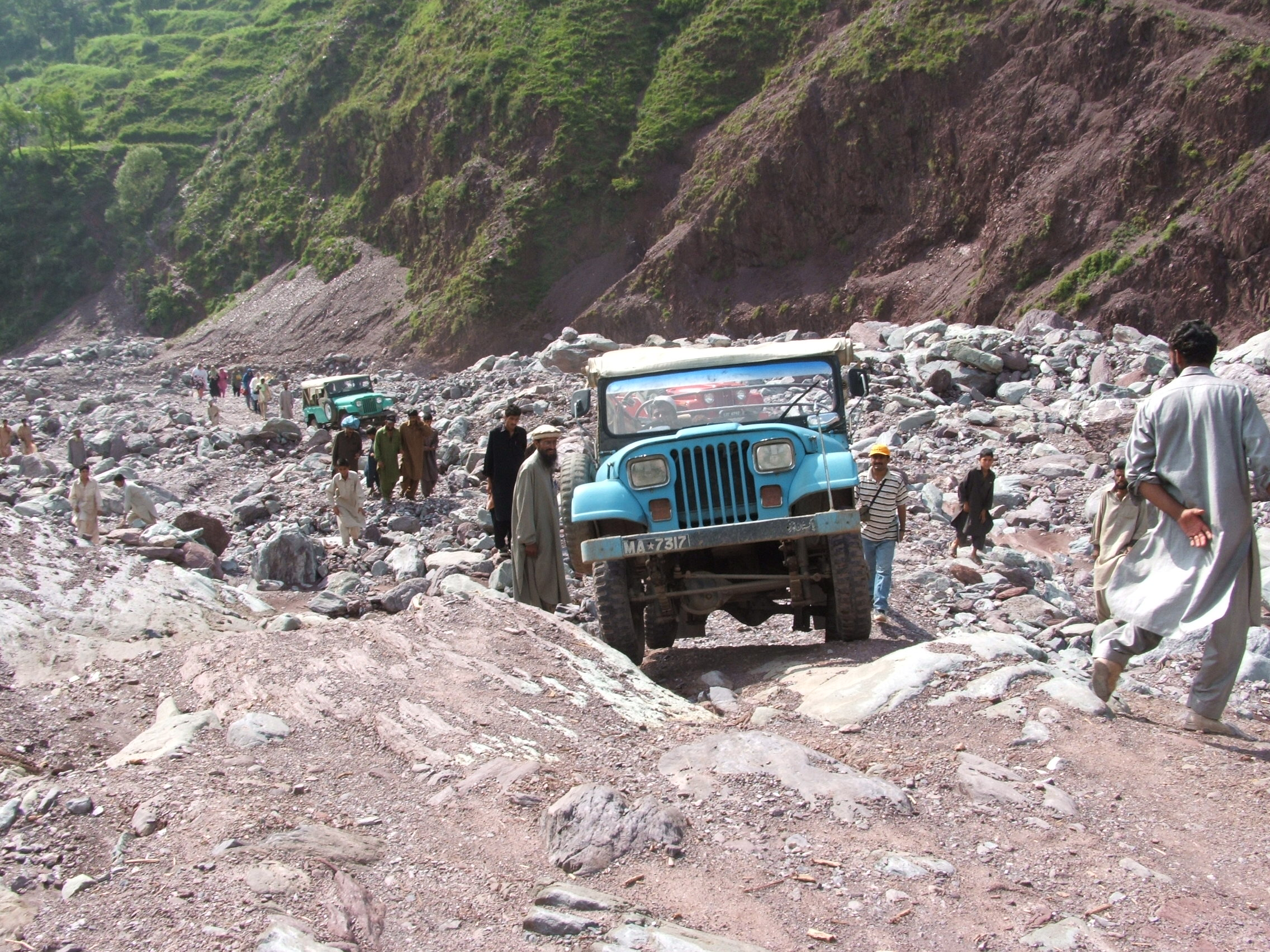
Terremoto de 2005 en Pakistán.

En 1996 la DYA abre su delegación en Filipinas, en la Isla de Negros, por iniciativa del Padre Antonio Palacios y José Manuel González Durán, ambos de la Orden Misionera de los Agustinos Recoletos. En un solo año la DYA de Filipinas llegó a contar con 3 ambulancias y un equipo humano de 30 personas que atendían las 24 horas. Dos años después, y gracias a la ayuda económica proporcionada por la DYA de Vizcaya, la delegación de Filipinas consiguió dotarse de un UVI móvil con un pequeño quirófano.
La DYA se establece en Cantabria en 1997, en un local cedido por el Ayuntamiento de Castro-Urdiales, y un año después destaca por ser pionera ofreciendo el servicio gratuito de Ayuda Psicológica a los post-traumatizados de tráfico.
La asociación continúa con diversas campañas, tales como de concienciación del uso del cinturón de seguridad, el reposacabezas o el airbag, y observa como algunas de sus peticiones a las instituciones surten efecto, tales como la sustitución de la doble raya continua por un medianil en el tramo de la N-634 entre el parque de bomberos de Galdácano y el cruce de El Gallo.
En 2000 la delegación de Filipinas traslada su sede de la isla de Negros a la de Panay. En España, la asociación comienza a enviar a África ambulancias que tras 8 años de uso la ley obliga a retirar pero que pueden seguir prestando servicio. Un año después, la DYA se ve en la obligación de retirar otras 7 ambulancias, que son sustituidas por unidades costeadas por socios-protectores, la empresa EDESA de Basauri y la antigua caja de ahorros Bilbao Bizkaia Kutxa. El 18 de abril se inaugura, además, la página web de la asociación.
A inicios de esta década los traslados realizados por el Área Social de la DYA alcanzaban ya los 30000; el 30 de mayo de 2001 se inauguró el primer centro de día de la asociación, en Las Acacias número 39 de Guecho.
El 28 de diciembre de 2002 la DYA realizó por primera vez un servicio preventivo de atención sanitaria en el campo de fútbol de San Mamés, en Bilbao. En el encuentro de fútbol entre las selecciones de Euskadi y Macedonia se movilizaron a 100 voluntarios, 3 ambulancias medicalizadas, 6 de soporte vital básico y un microbús; el mayor despliegue de medios de la asociación exceptuando los casos de catástrofes.

### Desplazamiento a catástrofes ocurridas en el extranjero
Entre finales de 2003 y principios de 2004 la DYA colabora con medios humanos y materiales en la atención a las víctimas del terremoto ocurrido en Irán el 26 de diciembre de 2003. No es la única misión de la asociación en el extranjero ya que un año después se desplaza a la isla de Sumatra para atender a las víctimas del tsunami que asoló el sudeste asiático. A Indonesia se trasladaron 7 personas, que establecieron su base en Padang, a 120 km del epicentro del terremoto.
La asociación también acudió a la ciudad pakistaní de Arjac para atender a las víctimas del terremoto ocurrido en octubre, a la isla de Java en 2006 tras el terremoto del 27 de mayo y en el que los pacientes tuvieron que soportar temperaturas superiores a los 50 °C y réplicas del terremoto, o a Filipinas a auxiliar a las víctimas de un tifón. 
Posteriormente, en 2007 se desplazará a Pisco (Perú) tras el terremoto ocurrido en este país, donde la DYA instaló un hospital de campaña, y años más tarde, en 2013, a Filipinas, a auxiliar a las víctimas del tifón Haiyan. La asociación estableció una base logística en Manila y colaboró en el reparto de material humanitaria con la DYA de Filipinas y la Guardia Costera. Además, se encargó de adquirir y habilitar una ambulancia que pudiera mejorar los servicios de atención sanitaria en su área de influencia en este país asiático.
Los primeros años de la década coinciden con la apertura de la delegación de DYA en La Rioja. En 2005 se celebró en Bilbao la única edición de las World Series desarrolladas en la villa; la asociación formó parte del operativo de seguridad de esta competición automovilística que tuvo lugar en las calles de la capital vizcaína del 15 al 17 de julio.
El 21 de octubre de 2006 la DYA celebró su 40.º aniversario con un desfile en el que hasta un total de 58 vehículos de todo tipo (ambulancias de soporte vital básico y avanzado, históricas, lanchas, bicicletas, quads, vehículos sociales, unidades todo-terreno...) circularon por las calles de Bilbao; previamente, estos vehículos estuvieron expuestos al público junto al museo Guggenheim de Bilbao. Los actos por el aniversario finalizaron con un homenaje al presidente y fundador de la asociación Juan Antonio Usparitza Lecumberri. Este mismo año se inaugura además la Central Administrativa en la calle General Concha de Bilbao.
El Grupo Especial de Rescate llevó a cabo diversas acciones reseñables a lo largo del año 2007, tales como la evacuación de 60 escolares que tras un temporal de nieve se encontraban aislados en un albergue de Dima (Vizcaya) o la atención médica a los pasajeros del ferry de Bilbao a Portsmouth que debido a las malas condiciones del mar no podía atracar en el puerto. Asimismo, organizó un operativo en previsión de que se desbordara el río Cadagua y se encargó de buscar heridos entre los escombros de una fábrica que se derrumbó en Santurce.
En 2008 las ambulancias de la DYA consiguen reducir el tiempo de espera a una ambulancia a una horquilla de 4 a 7 minutos en Bilbao y de 7 a 15 minutos en la provincia de Vizcaya. Ese mismo año llega al primer millón de atenciones.
La ciclogénsis explosiva ocurrida el 24 de enero de 2009 moviliza a 26 miembros del Grupo Especial de Rescate, 5 vehículos todo-terreno, 2 ambulancias.... Un año después se desplaza a la sima de Artecona a auxiliar a un montañero accidentado. Asimismo, varios voluntarios de la asociación se desplazan hasta Haití donde se produjo un terremoto y a Chile, donde poco después también tembló la tierra (en la ciudad de Penco se encargaron de realizar intervenciones quirúrgicas)

### Fallece el presidente y fundador Juan Antonio Usparitza Lecumberri

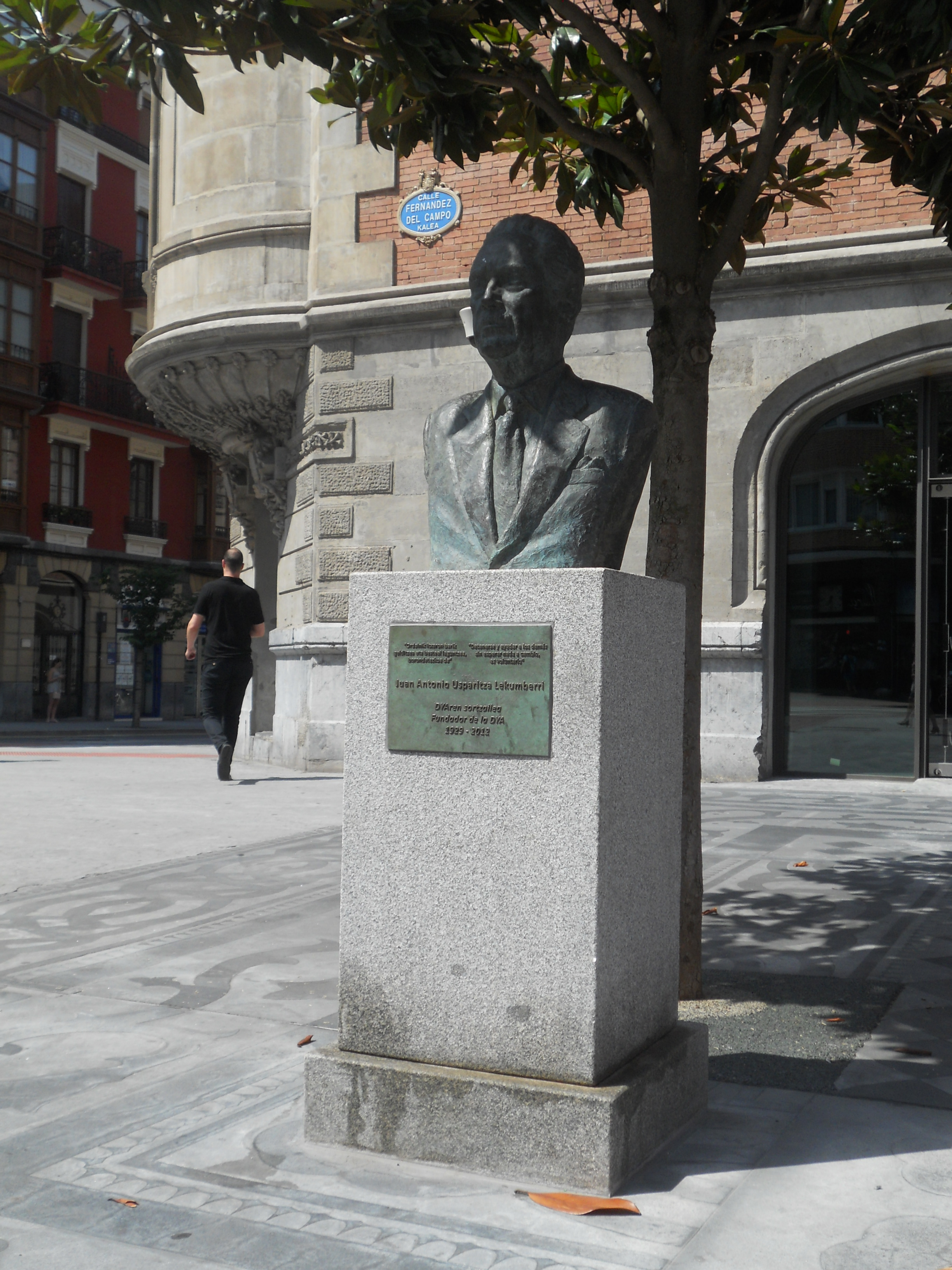
Busto del fundador de la DYA Juan Antonio Usparitza a pocos metros de la sede central de la asociación, en Bilbao.

El 13 de enero de 2012 falleció el presidente y fundador de la DYA Juan Antonio Usparitza Lecumberri a la edad de 92 años. Su funeral tuvo lugar en la iglesia de San Francisco de Asís, conocida como Quinta Parroquia, en la que numerosos asistentes tuvieron que seguir los actos desde el exterior por encontrarse el templo abarrotado. Ese mismo año se batió el récord de solicitudes de inscripción como voluntario enviadas por internet, alcanzándose la cifra de 33 en un mes.
A lo largo de 2013 la DYA donó 2 ambulancias a la Maternidad de Ausserd y al centro de víctimas de minas antipersona, ambos en el campamento de refugiados de Tindouf y otras 2 a diversos campamentos de refugiados saharauis. Siguiendo con la renovación de la flota, en agosto de ese año estrenó 5 ambulancias híbridas. Sin embargo, dejó de prestar servicio sanitario urgente en la provincia de Vizcaya después de que éste le fuera adjudicado a la empresa Ambuibérica, lo cual generó una profunda contrariedad en la asociación, que llegó a insinuar la posible existencia de irregularidades en la adjudicación. Finalmente, en agosto de 2014 la DYA recuperó la atención de urgencias en Vizcaya después de que Ambuibérica perdiera la adjudicación de las 8 bases que gestionaba en el territorio.
En mayo de 2015 la villa de Bilbao homenajeó al fundador de la DYA Juan Antonio Usparitza Lecumberri con la erección de un busto de bronce obra de Ernesto Kahle a pocos metros de las oficinas de la asociación y de la antigua clínica Doctor Usparicha en la que ejerció la ginecología el homenajeado, junto a la Alhóndiga de Bilbao. El artista navarro realizó el busto tras una propuesta de un miembro de la asociación en Vizcaya en 1986, si bien no fue del gusto del fundador. El busto fue trasladado a Cantabria para realizar una serie de tratamientos técnicos pero nadie llegó a recogerlo; así, permaneció 15 años en paradero desconocido hasta que la persona que lo custodiaba hizo entrega de él.

### Presente

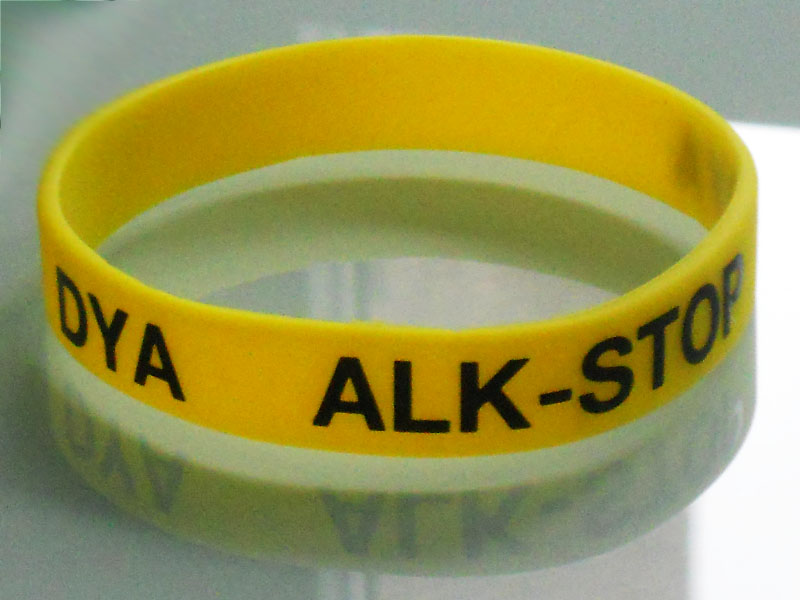
Pulsera de goma "DYA ALK-STOP".

Al igual que en pasadas ediciones de la Semana Grande de Bilbao, la DYA repartió de forma gratuita un total de 7000 pulseras de goma con la leyenda "DYA ALK-STOP". Esta pulsera, con la que pretende recordar a los conductores de que no deben conducir su vehículo si han bebido alcohol, se encuentra enmarcada en la campaña de prevención de accidentes de tráfico por ingesta de alcohol que la asociación lleva a cabo en las fiestas del País Vasco desde 2006.
El 21 de febrero de 2023 se informó que entraba en concurso de acreedores incapaz de afrontar su deuda millonaria. El 28 de octubre del mismo año, La DYA garantizaba su supervivencia al salir del concurso de acreedores.

## Áreas de trabajo
- Transporte Sanitario Urgente.

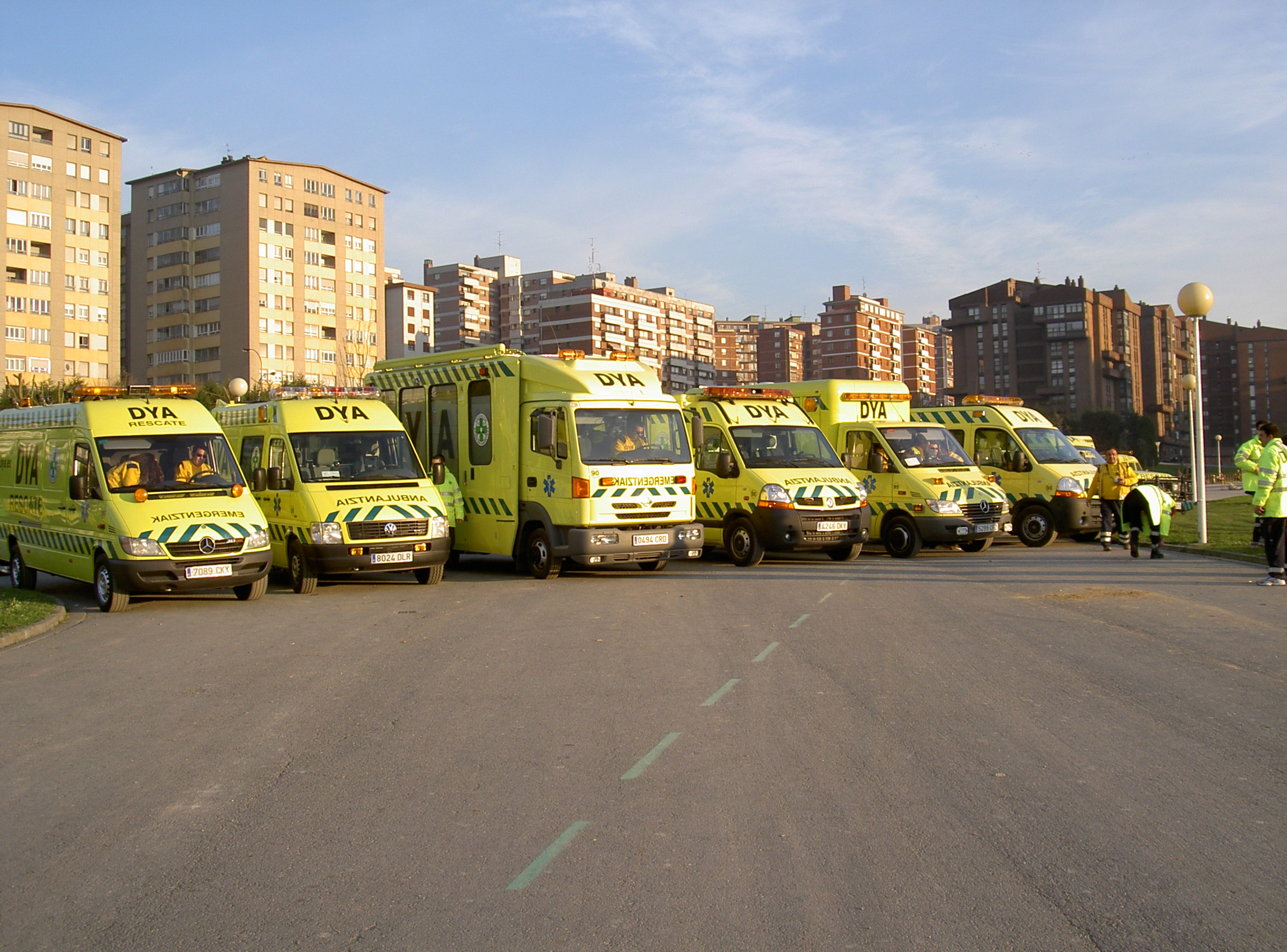
Vehículos de la DYA en el parque Etxebarria de Bilbao.

- Formación y Prevención (Escuela de Formación).
- Búsqueda, Rescate y Protección Civil.
- Servicios Preventivos.
- Ayuda Social y Transporte Adaptado.
- Ayuda Humanitaria y Cooperación Internacional.
- Asistencia Psicológica.
- Atención Socio-sanitaria

## Premios y distinciones[30]

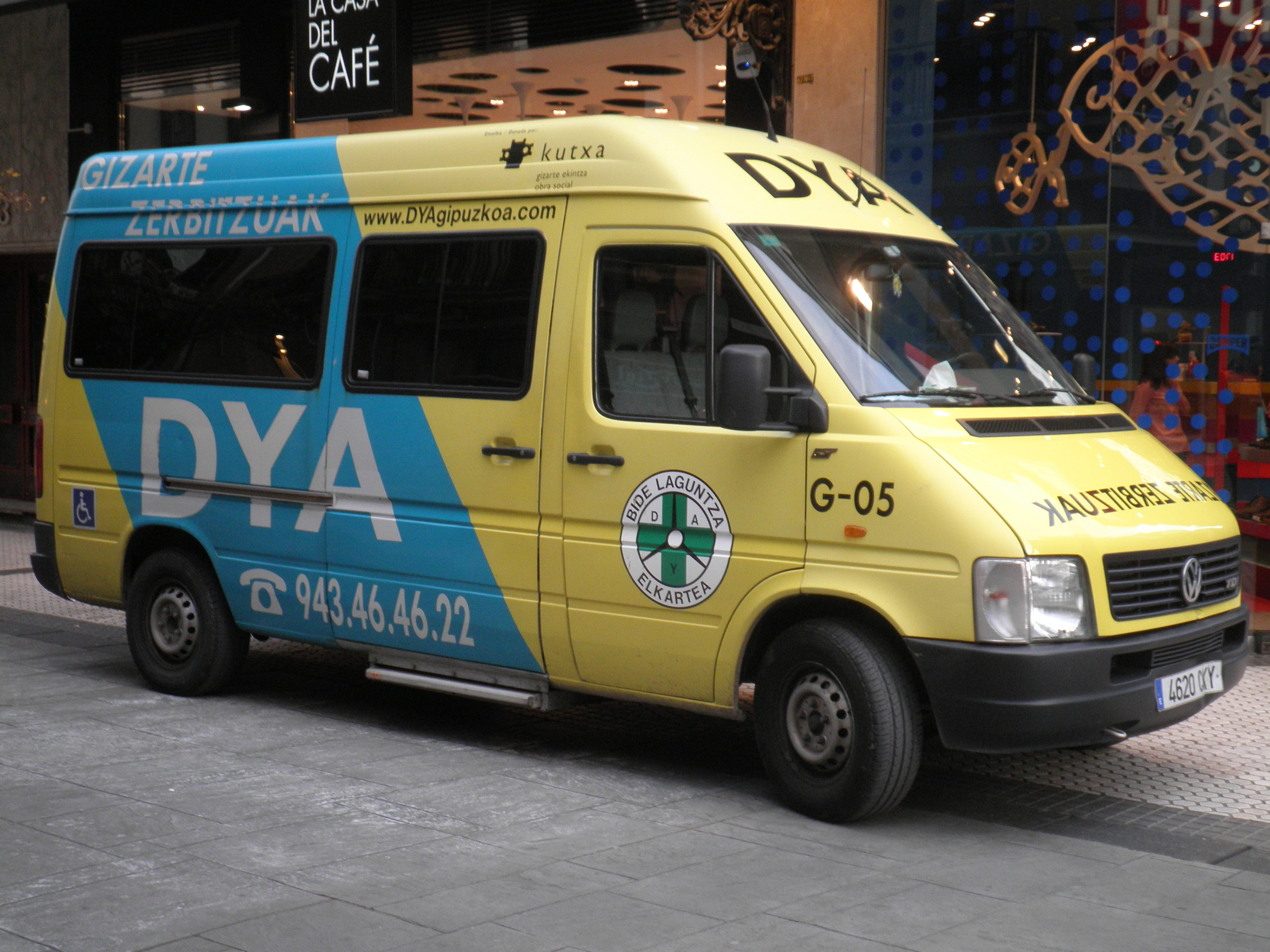
Furgoneta de Ayuda Social prestando servicio en San Sebastián.

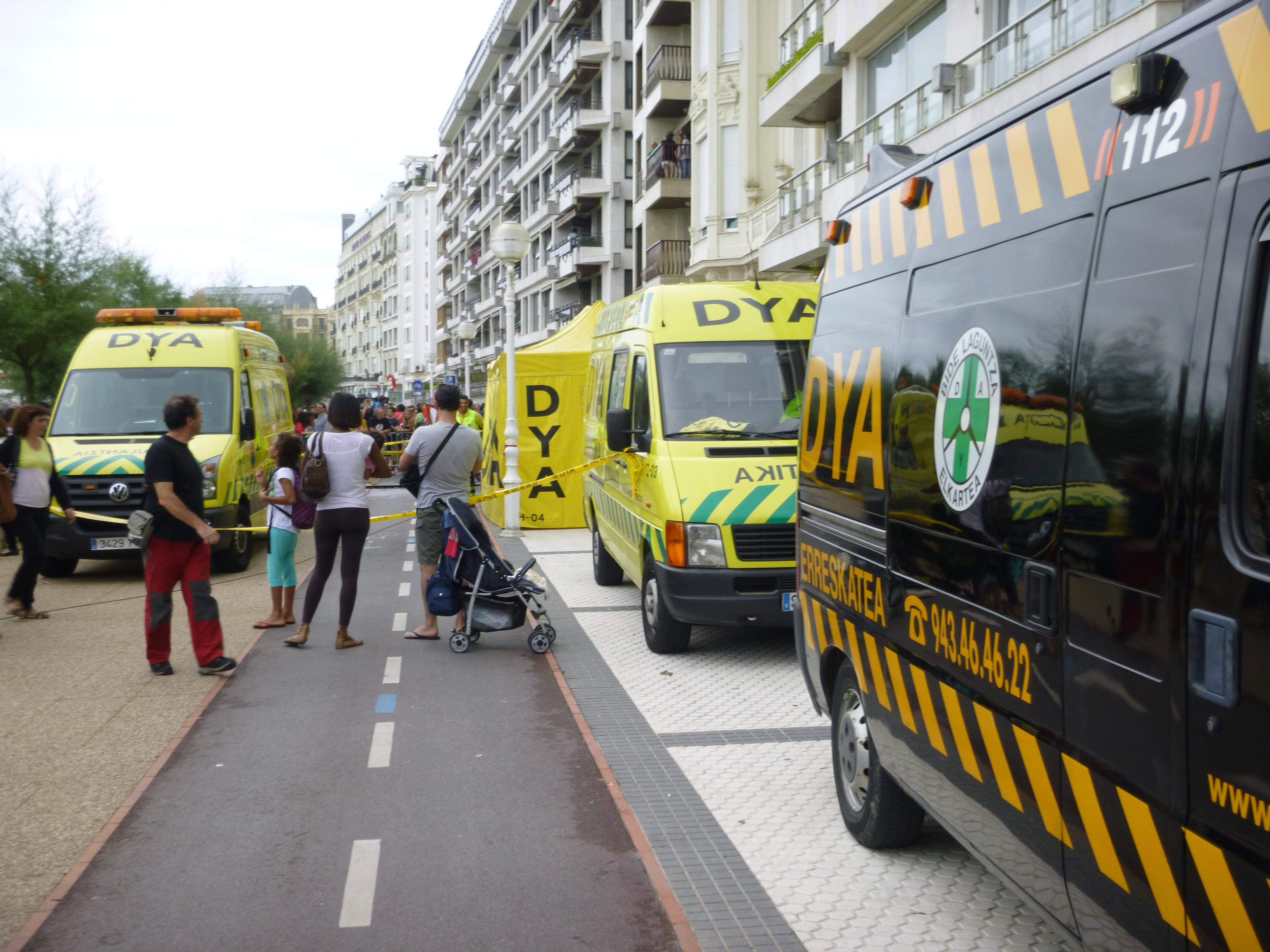
Operativo de seguridad en la playa de La Concha de San Sebastián con motivo de la Semana Grande.

- De la Orden Civil de Beneficencia (1972).
- Declarada “De Utilidad Pública” (1973).
- Medalla al Mérito de la Seguridad Vial (1981).
- Medalla de Honor de la Asociación Española de la Carretera (?).
- Distinción del Gabinete Técnico Sindical de Riesgos Profesionales (1974).
- Medalla al Mérito en Socorrismo de Prevención de Accidentes de Tráfico (1979).
- 1.ª Angula de Oro Colectiva de Bilbao (1972).
- Distinción de la revista "Velocidad" (?).
- Premio del IV Concurso Nacional Anual de Prensa (?).
- Distinción Ayuntamiento de Bilbao "por la Gran Labor Humanitaria” (1988).
- Premio El Correo 1989 a los “Valores Humanos” (1988).
- Premio Vizcaya de la Diputación Foral por la “Labor Social” (1991).
- Premio Sociedad 1991 de la Fundación Sabino Arana (1991).
- Premio EDIMSA a la “Institución Sanitaria” (2002).
- 2.º Premio Europeo de Seguridad Vial (2007).
- Medalla de Oro del Consejo General de Colegios Médicos Oficiales "por las Misiones Humanitarias" (2010).
- 1.º Posición en SVB en el Campeonato Internacional de Emergencias (Israel 2010).

### Reconocimientos en espacios públicos
- Bilbao: Busto del fundador Juan Antonio Usparitza Lecumberri en la calle Fernández del Campo.
- Bilbao: Placa en recuerdo del fundador de la DYA, Juan Antonio Usparitza, en los soportales de su domicilio, en las torres de la plaza de Zabálburu.
- Bilbao: calle en memoria del miembro de la DYA Fernando Jiménez Tejada, que murió el 11 de abril de 1971 mientras auxiliaba a un autobús averiado en el barrio de Churdínaga.
- Bilbao: Monumento en conmemoración del 25.º aniversario de la fundación de DYA en la intersección de las calles General Zumalacárregui y Miembro de la DYA Fernando Jiménez, en el barrio de Churdínaga.

## Ayuda humanitaria internacional[31]
- Terremoto en Irán (2004).
- Terremoto en Pakistán (2005).

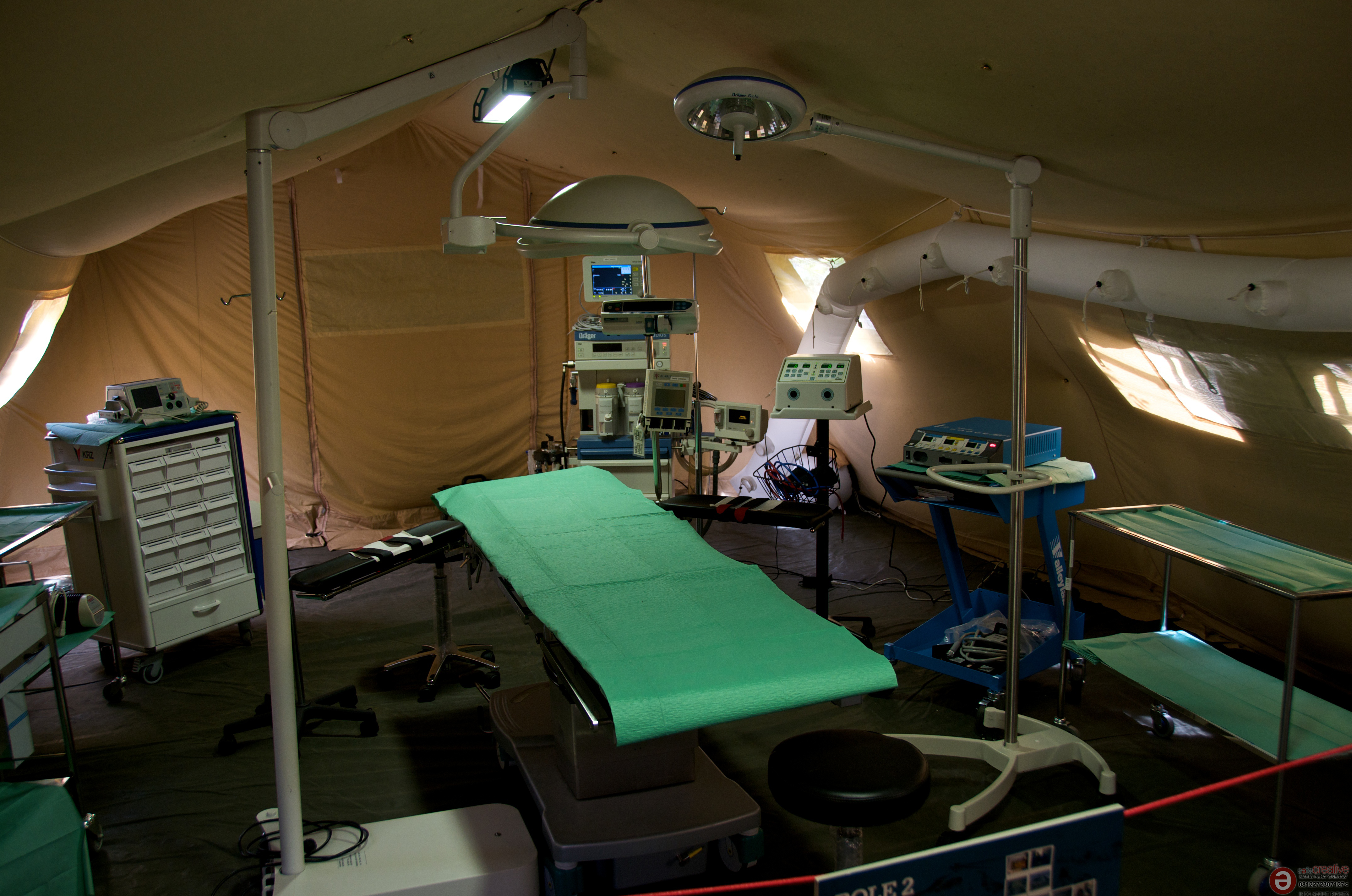
Hospital de campaña.

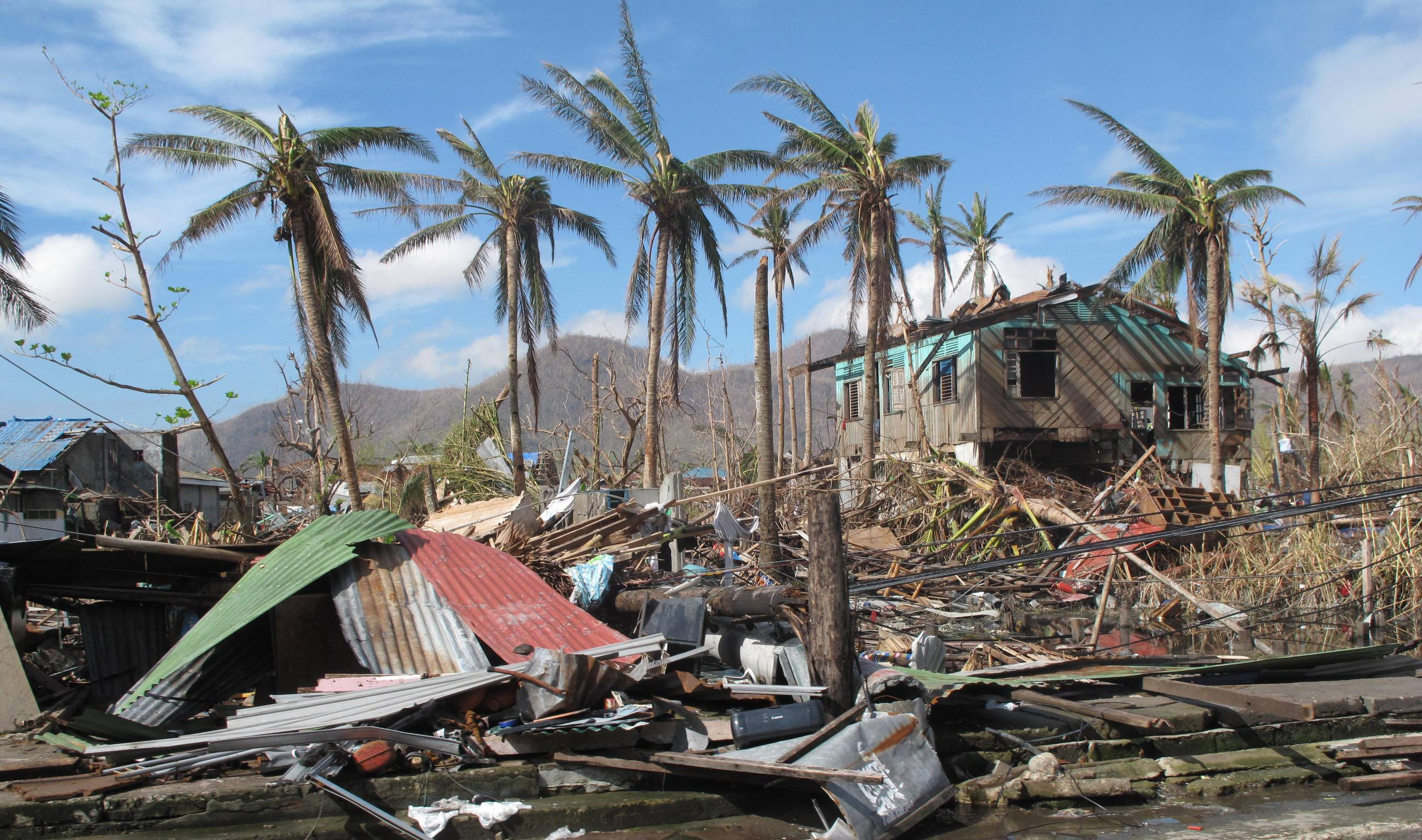
Desastre producido por el tifón Haiyan en la ciudad de Tacloban (Filipinas).

- Solidaridad Internacional en Marruecos (2006).
- Terremoto en Isla de Java (Indonesia) (2006).
- Tifón en Filipinas (2006).
- Terremoto en Perú (2007).
- Terremoto en Sumatra (2009).
- Terremoto en Chile (2010).
- Terremoto en Haití (2010).
- Inundaciones en Pakistán (2011).
- Emergencia humanitaria en Kenia (2012).
- Tifón en Filipinas (2013).

## Delegaciones

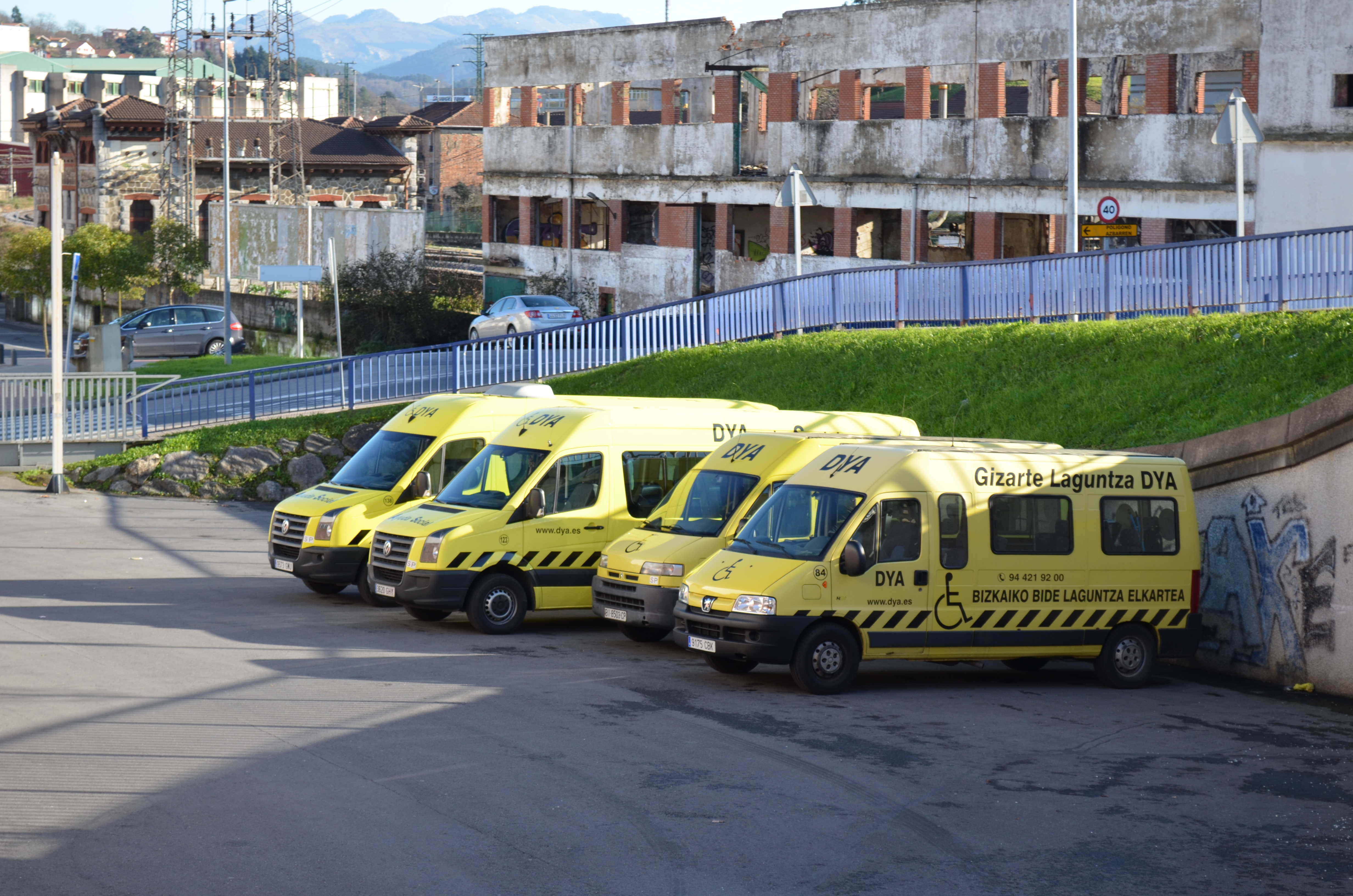
Vehículos de Ayuda Social en Basauri (Vizcaya).

- DYA Vizcaya
- DYA Cantabria
- DYA Elche
- DYA Extremadura
- DYA Filipinas
- DYA Guipúzcoa
- DYA Gerona
- DYA León
- DYA Málaga
- DYA Navarra
- DYA Zaragoza

### Enlaces a páginas web de delegaciones de la DYA
- Página web de la DYA en Cantabria
- Página web de la DYA en Extremadura
- Página web de DYA Guipúzcoa
- Página web de la DYA en Zaragoza
- Página web de la DYA en Navarra
- Página web de la DYA en Cataluña
- Página web de la DYA en La Rioja
- Página web de la DYA en Elche
- Página web de la DYA en Gerona
- Página web de la DYA en la Sakana (Navarra)